# Saucerottia saucerottei
Saucerottia saucerottei là một loài chim trong họ Trochilidae.

## Hình ảnh

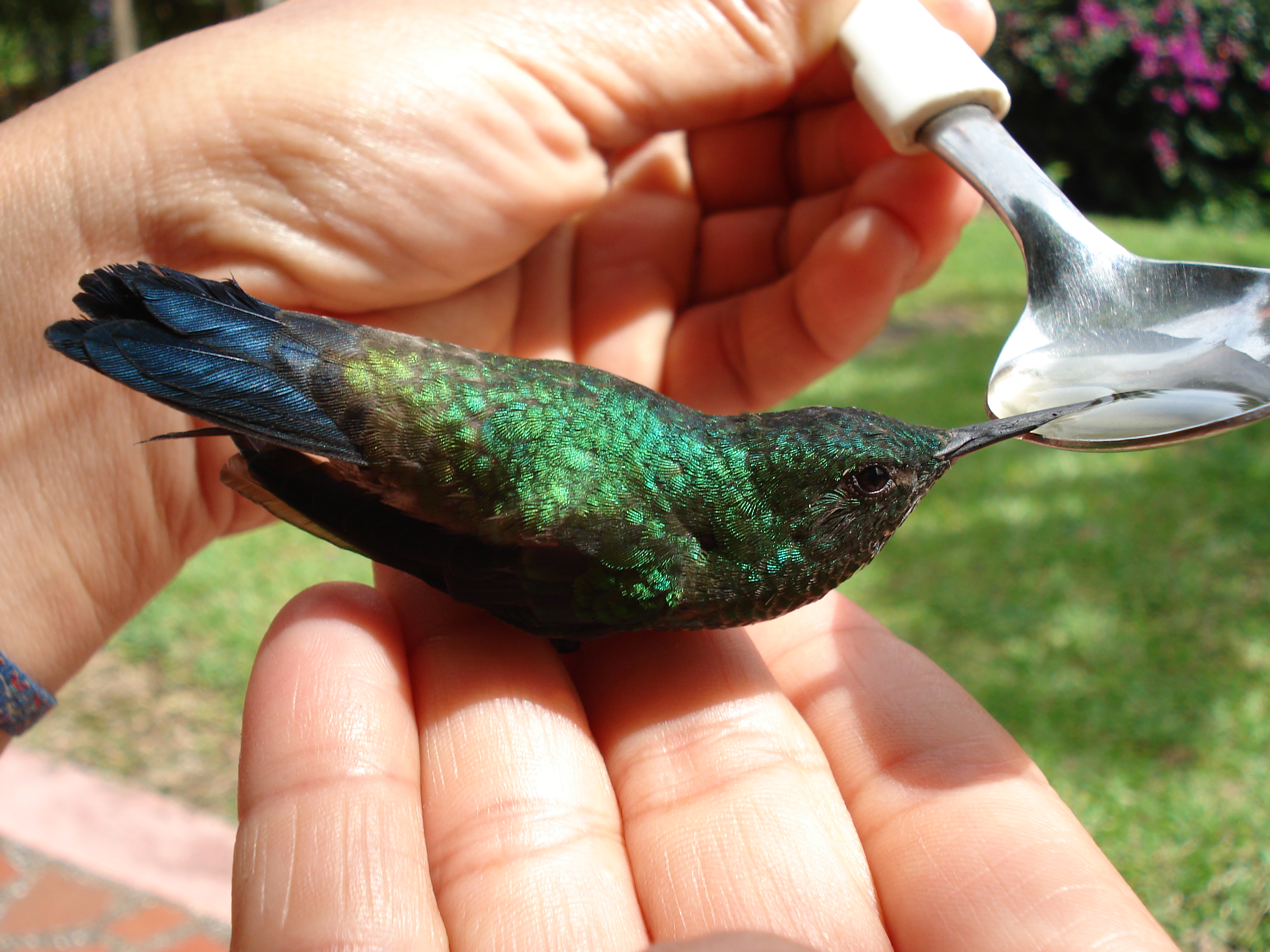
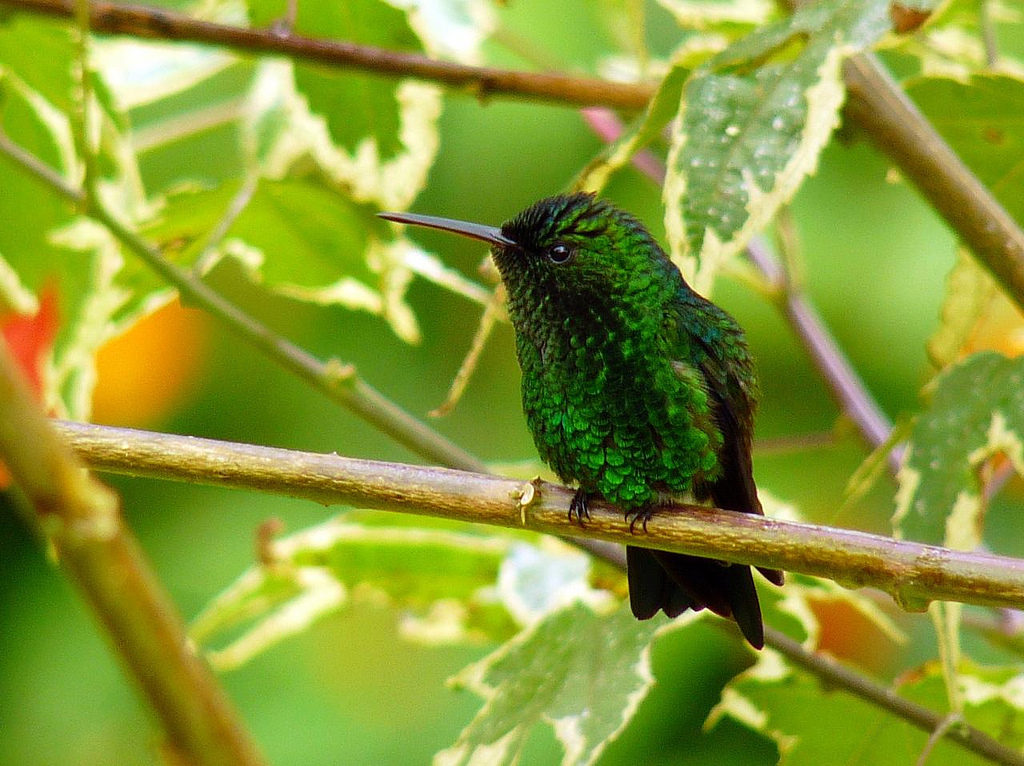